# Charles Thaon
Charles Amédée Thaon (* 3. September 1910 in Nizza; † 12. Februar 2000 in Boulogne-Billancourt) war ein französischer Eisschnellläufer.
Thaon wurde im Jahr 1927 Vierter und im folgenden Jahr Dritter bei der französischen Meisterschaft im Mehrkampf. Bei den Olympischen Winterspielen 1928 in St. Moritz lief er auf den 30. Platz über 5000 m, auf den 28. Rang über 500 m sowie auf den 26. Platz über 1500 m. Im Jahr 1942 errang er den vierten Platz und im folgenden Jahr den fünften Platz bei der französischen Meisterschaft im Mehrkampf. Später war er Generalsekretär beim französischen Eissportverband.

## Persönliche Bestleistungen
| Disziplin | Zeit        | Datum            | Ort      |
| --------- | ----------- | ---------------- | -------- |
| 500 m     | 46,8 s      | 21. Januar 1929  | Chamonix |
| 1500 m    | 2:44,2 min  | 11. Februar 1928 | Davos    |
| 5000 m    | 10:09,0 min | 1927             |          |
| 10.000 m  | 21:15,4 min | 16. Januar 1927  | Chamonix |